# دونالد بورجس
دونالد بورجس (انگلیسی: Donald Burgess؛ زادهٔ ۸ فوریهٔ ۱۹۳۳) دوچرخه‌سوار اهل بریتانیا است.
وی در مسابقات کشوری و بین‌المللی در مجموع برندهٔ ۲ مدال برنز شده‌است.